# T95
T95  — серия опытных танков США, проходивших испытания в конце 1950-х, начале 1960-х годов. Генеральным подрядчиком выступала компания «Форд». На вооружение танк принят не был.

## История создания
С принятием в начале 50-х на вооружение среднего танка М48 в США начались работы по разработке его будущей замены. В сентябре 1954-го из многочисленных предложенных проектов для дальнейшей работы были отобраны два образца: среднепушечный, 5 катковый, с 90-мм пушкой, получивший обозначение Т95 и тяжелопушечный, шестикатковый с 105-мм пушкой, получивший обозначение Т96. Пушки обоих танков были гладкоствольными с оперёнными бронебойными подкалиберными снарядами и установлены на безоткатных установках. Из-за высокой степени унификации, в ноябре 1956-го было решено объединить оба проекта и изготовить 9 танков: 4 оригинальных Т95, 1 Т95 с 90-мм пушкой на откатной установке, получивший обозначение Т95Е1 и 4 танка, совмещающие 5 катковое шасси Т95 с башней и вооружением танка Т96,  получивший позднее обозначение Т95Е4.
Так как башни Т96 не были готовы (в конце концов, они так и не были воплощены в металле), было решено временно оснастить 2 танка башнями от серийного танка М48А2 с нарезной 90-мм пушкой М41 (получил обозначение Т95Е2) и ещё 2 башней экспериментального танка Т54Е2 с нарезной 105-мм пушкой Т140.
Первым был изготовлен вариант Т95Е2 в мае 1957-го, Т95Е3 был произведен в июле того же года, а первый оригинальный Т95 был готов в феврале 1958-го.

## Описание конструкции
|                                               |
|                                               |
|                                               |
| Проекции танка: фронтальная, боковая и вехняя |

Танк T95 спроектирован по традиционной компоновочной схеме с отделением управления в передней части машины, боевым отделением в средней части и моторно-трансмиссионным в кормовой. Экипаж состоит из командира, наводчика, заряжающего и механика-водителя.
Рабочее место механика-водителя располагается в отделении управления строго по продольной оси корпуса. Над креслом механика-водителя, в верхнем бронелисте, имеется люк со сдвижной крышкой. В положении «по-боевому» обзор местности осуществляется с помощью трёх перископических наблюдательных приборов, средний из которых взаимозаменяем с ночным инфракрасным прибором Т161. По обеим сторонам от кресла механика-водителя находится боеукладка.

### Броневой корпус и башня
Корпус танка сварной, передняя его секция (нос; борта и крыша до МТО) представляла собой массивную фасонную отливку. Верхняя часть носа корпуса имеет толщину 95 мм и угол наклона к вертикали 65°; толщина крыши и днища корпуса в районе отделения управления — 51 и 19 мм соответственно,  в районе боевого отделения и МТО уменьшена до 25 и 13 мм соответственно. Толщина бортов варьируется от 102 мм впереди до 32 мм в районе МТО.
Литая башня установлена на погоне диаметром 85 дюймов (аналогично М48). Толщина лобовой части - 178 мм, бортов — 78 мм. Башня имеет вытянутую по сравнению с М48 форму, размер маски сокращён, а толщина её значительно увеличена (до 381 мм). Место наводчика находится справа от пушки в передней части башни, командир находится прямо за ним, а заряжающий в левой части башни. Командир оснащён башенкой Т6 с установленным в ней 12,7 мм пулемётом М2, для стрельбы из которого используется перископический прицел М28, установленный на крыше башенки. Для кругового обзора в башенке имеются 5 триплексов. В нише башни находится боеукладка для снарядов первой очереди.

### Вооружение
Т95 и Т95Е1 оснащены 90-мм гладкоствольной пушкой Т208. Орудие Т95 было размещено на безоткатной установке (т.е. без тормоза отката и накатника) и стабилизировано в двух плоскостях. Орудие Т95Е1 было оснащено противооткатными устройствами, однако лишено стабилизации. Оперенный бронебойный подкалиберный снаряд  Т320 с вольфрамовым сердечником диаметром 40 мм имел начальную скорость 1520 м/с и пробивал плиту толщиной 127 мм, установленную под углом 60° на расстоянии 2000 ярдов. Боекомплект 50 снарядов.
Т95Е2 сохранил вооружение серийного танка М48А2 - 90-мм нарезную пушку М41. Н/с снаряда - 915 м/с, бронепробиваемость 74 мм под углом 60° на расстоянии 2000 ярдов. Боекомплект 64 снаряда.
Т95Е3 был вооружён 105-мм нарезной пушкой Т140. Н/с снаряда — 1079 м/с, бронепробиваемость 122 мм под углом 60° на расстоянии 2000 ярдов. Боекомплект 39 снарядов.
Т95Е4 планировали оснастить гладкоствольной пушкой  Т210. Для обеспечения заряжения длинного (122 см) унитарного снаряда пушку вынесли вперед, что лишило её возможности стабилизации. Н/с снаряда - 1740 м/с, бронепробиваемость 152 мм под углом 60° на расстоянии 2000 ярдов. Боекомплект 40 снарядов.
С появлением 120 мм нарезной пушки Т123 (облегчённое орудие с баллистикой пушки М58 установленной на тяжёлом танке М103), было решено установить её на двух из четырёх планировавшихся танков Т95Е4. Этот вариант получил обозначение Т95Е6. Пушка имела раздельное заряжание.  Н/с снаряда - 1070 м/с, бронепробиваемость 122 мм под углом 60° на расстоянии 2000 ярдов.

### СУО
Т95Е2 и Т95Е3 были оснащены СУО, аналогичной СУО М48А2, со стереоскопическим дальномером и механическим баллистическим вычислителем.
На Т95 была установлена СУО, включающая в себя оптический дальномер «Оптар» Т53 (для определения расстояния использовались импульсы света), сопряжённый с электронным баллистическим вычислителем Т37, перископический прицел наводчика Т44 и баллистический привод Т50.
На Т95Е1 использовались упрощённые прицельные приспособления — дальномер и баллистический вычислитель были исключены.

### Силовая установка
Согласно первоначальному предложению, танки Т95 и Т96 должны были быть оснащены X-образным 12 цилиндровым дизелем мощностью 750 л.с.Однако так как этот двигатель находился лишь в ранней степени разработки, было решено временно оснастить танки 4-тактным 8- цилиндровым бензиновым двигателем AOI-1195. Двигатель разместили поперечно и соединили с четырёхскоростной трансмиссией XTG-410. Три бака общей вместимостью 780 л были установлены в отсеке МТО.
Несмотря на повышенную экономичность по сравнению с двигателем М48А2, бензиновый двигатель обеспечивал неудовлетворительный запас хода. В то же время, разработка X-образного дизеля завершилась неудачно, поэтому в середине 1958-го начали рассматривать другие варианты. В качестве временной меры решили использовать модифицированный вариант гражданского 12 цилиндрового двухтактного V-образного дизеля водяного охлаждения GM 12V71T,  мощностью 570 л.с.
Был заключён контракт с фирмой Континенталь на разработку танкового дизеля с воздушным охлаждением AVDS-1100 и с фирмой Катерпиллар на разработку дизеля с водяным охлаждением LVDS-1100. Оба двигателя были четырёхтактными V-образными, с предполагаемой мощностью 550 л.с. Однако испытания танков с тремя  новыми силовыми установками начались уже после закрытия программы Т95.

### Ходовая часть

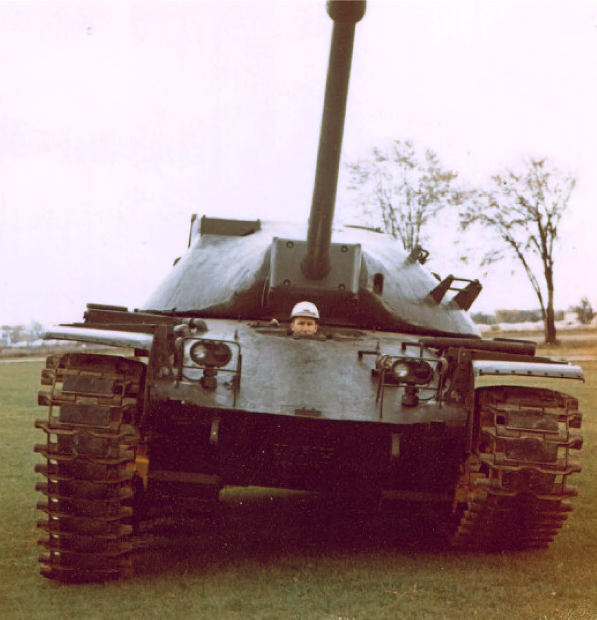
ВерсияT95 с регулируемым клиренсом(гидроподвеска)

Пятиопорная с двойными катками большого диаметра без поддерживающих роликов. Подвеска торсионная. На переднем и заднем катках с каждой стороны установлены гидравлические амортизаторы. На части танков были применены облегчённые ажурные опорные катки.
Гусеницы с резинометаллическими шарнирами. Ширина траков — 533 мм или 610 мм, количество траков в гусенице — 80, длина опорной поверхности — 4,2 м.

## Закрытие проекта
В ходе разработки танка Т95 стало ясно, что он не будет иметь существенного превосходства над М48А2. Неудачей завершилась разработка X-образного двигателя, оптического дальномера, точность гладкоствольного орудия продолжала оставаться неудовлетворительной. Всё это привело к закрытию проекта 7 июля 1960-го. В то же время работы над башней Т95Е7 были продолжены, что привело к созданию довольно удачной башни танка М60А1.

## Модификации

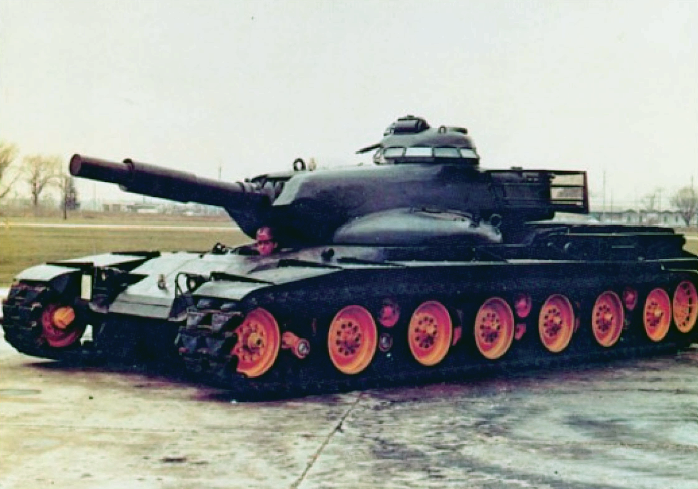
Т96 (шестикатковый) также версия с гидроподвеской

- T95 — оригинальный танк, стабилизированная 90 мм гладкоствольная пушка Т208 в безоткатной установке пулемётом M4 16 mm.
- T95E1 — 90 мм гладкоствольная пушка Т208 с системой отката, но без стабилизации, отсутствие маски пушки и слегка переработанная башня.
- T95E2 — башня и 90 мм нарезная пушка M41 от танка М48А2.
- T95E3 — башня и 105 мм нарезная пушка T140 от танка T54E2
- T95E4 — башня от танка T96, 105 мм гладкоствольная пушка T210 без стабилизации и системы отката.
- T95E5 — T95E2, вооруженный 105 мм нарезной пушкой T254 британского образца.
- T95E6 — T95E4, вооруженный 120 мм нарезной пушкой T123 и с башней Т96
- T95E7 — T95E1, вооруженный 105 мм нарезной пушкой T254 британского образца.
- T95E8 — T95E2 с дизельным двигателем 12V71T и переработанным МТО.
- T95E9 — T95E6 с дизельным двигателем 12V71T и переработанным МТО.
- T95E10 — T95 с дизельным двигателем VDS-1100 и переработанным МТО.
- T95E11 — T95E6 с дизельным двигателем VDS-1100 и переработанным МТО.
- T95E12 — T95E6 с новым дальномером, системой управлением огня, дизельным двигателем VDS-1100 и переработанным МТО.